# شهرستان فاستر (داکوتای شمالی)
شهرستان فاستر، داکوتای شمالی (به انگلیسی: Foster County, North Dakota) یک سکونتگاه مسکونی در ایالات متحده آمریکا است که در داکوتای شمالی واقع شده‌است.

## خصوصیات
شهرستان فاستر ۱٬۶۷۵٫۷۳ کیلومترمربع مساحت دارد.